# رئیس (فیلم ۱۹۶۹)
رئیس (به انگلیسی: The Chairman) یا خطرناک‌ترین مرد جهان فیلمی جاسوسی محصول سال ۱۹۶۹ با بازی گریگوری پک و کارگردانی جی. لی تامپسون با فیلمنامه‌ای توسط بن مدو براساس رمانی از جی ریچارد کندی ساخته شده‌است.

## داستان
یک مأمور غربی به منظور بازیابی آنزیم مهم کشاورزی به چین فرستاده می‌شود. آنچه او نمی‌داند این است که بمبی در سر او وجود دارد؛ که اگر نتوانند وظیفه خود را انجام دهند، آن را منفجر می‌کنند.

## بازیگران
- گریگوری پک در نقش دکتر جان هاتاوی
- آن هیوود به عنوان کی هانا
- آرتور هیل به عنوان شلبی
- آلن دوبی در نقش بنسون
- کنراد یاما به عنوان رئیس
- زینیا مرتون به عنوان تینگ لینگ
- آوری لوی به عنوان شرتوف
- اریک جوان به عنوان یین
- بارت کووک به عنوان چانگ شو
- آلن وایت به عنوان گاردنر
- کیه لوک به عنوان استاد سونگ لی[۳][۴]
- آنتونی چین
- هلن هورتون